# David Pérez Sanz
David Pérez Sanz (* 15. Mai 1994 in Burgos) ist ein spanischer Tennisspieler.

## Karriere
Pérez Sanz spielt hauptsächlich auf der unterklassigen ITF Future Tour sowie ATP Challenger Tour. Auf der Future Tour konnte er bislang 13 Einzel- und 39 Doppeltitel gewinnen.
Zu Beginn seiner Karriere spielte er ausschließlich Future-Turniere. 2012 qualifizierte er sich in Sevilla erstmals für ein Challenger-Turnier, verlor jedoch sein Auftaktmatch. 2015 zog er beim Challenger in Anning mit James Duckworth bis ins Halbfinale vor, musste sich aber den späteren Siegern Bai Yan und Wu Di geschlagen geben. Nachdem er ein Jahr später in Moskau erneut im Halbfinale gescheitert war, gelang ihm im Juli sein erster Triumph auf der Challenger Tour. An der Seite von Max Schnur besiegte er in Tampere im Finale die Paarung Steven De Waard und Andreas Mies in zwei Sätzen. Im selben Jahr nahm er an der Qualifikation der US Open teil, verlor jedoch, wie zuvor bereits in Wimbledon, bereits sein Auftaktmatch. 2018 gewann er mit Andrés Artuñedo Martinavarro in Segovia seinen zweiten Doppeltitel. Seine beste Platzierung in der Weltrangliste ist ein 216. Rang im Einzel und ein 158. Rang im Doppel.

## Erfolge
| Legende (Anzahl der Siege)  |
| Grand Slam                  |
| ATP World Tour Finals       |
| ATP World Tour Masters 1000 |
| ATP World Tour 500          |
| ATP World Tour 250          |
| ATP Challenger Tour (3)     |

### Doppel

#### Turniersiege
| Nr. | Datum           | Turnier   | Belag | Partner                      | Finalgegner                            | Ergebnis          |
| --- | --------------- | --------- | ----- | ---------------------------- | -------------------------------------- | ----------------- |
| 1.  | 23. Juli 2016   | Tampere   | Sand  | Max Schnur                   | Steven De Waard Andreas Mies           | 6:4, 6:4          |
| 2.  | 4. August 2018  | Segovia   | Sand  | Andrés Artuñedo Martinavarro | Matías Franco Descotte João Monteiro   | 6:73, 6:3, [10:6] |
| 3.  | 19. August 2018 | Meerbusch | Sand  | Mark Vervoort                | Grzegorz Panfil Wolodymyr Uschylowskyj | 3:6, 6:4, [10:7]  |